# 野田康行
野田 康行（のだ やすゆき）は、日本の男性アニメーター、キャラクターデザイナー。グループZEN所属。代表作は、『超発明BOYカニパン』や『ビックリマン2000』など。
主にスタジオコメット、A-1 Pictures、Nexusが制作・グロス請けを担当している作品の作画監督を担当することが多い。

## 参加作品

### テレビアニメ
1986年
- 機動戦士ガンダムΖΖ（原画）

1992年
- まぼろしまぼちゃん（作画監督）
- ヤダモン（1992年 - 1993年、作画監督）

1993年
- ジャングルの王者ターちゃん（1993年 - 1994年、作画監督）

1996年
- 神秘の世界エルハザード（OP2作画監督）
- 赤ちゃんと僕（原画）

1997年
- ケロケロちゃいむ（キャラクターデザイン・作画監督）※メインキャラクターデザインは渡辺はじめ

1998年
- 超発明BOYカニパン（1998年 - 1999年、キャラクターデザイン・作画監督）

1999年
- ビックリマン2000（1999年 - 2001年、キャラクターデザイン・作画監督）

2001年
- Dr.リンにきいてみて!（2001年 - 2002年、作画監督）
- ジーンシャフト（作画監督）

2002年
- 朝霧の巫女（作画監督）
- Witch Hunter ROBIN（原画）

2003年
- D.C. 〜ダ・カーポ〜（作画監督・原画）

2004年
- 愛してるぜベイベ★★（作画監督）
- スクールランブル（2004年 - 2005年、作画監督）

2005年
- まじかるカナン（作画監督）
- おねがいマイメロディ（2005年 - 2006年、デザインワークス・作画監督）
- ぱにぽにだっしゅ!（作画監督）
- 焼きたて!!ジャぱん（作画監督）

2006年
- おねがいマイメロディ 〜くるくるシャッフル!〜（2006年 - 2007年、デザインワークス・作画監督）
- スクールランブル二学期（作画監督）
- 人造昆虫カブトボーグ V×V（2006年 - 2007年、キャラクターデザイン）

2007年
- おねがいマイメロディ すっきり♪（2007年 - 2008年、デザインワークス・作画監督）
- おおきく振りかぶって（作画監督）

2008年
- PERSONA -trinity soul-（作画監督）
- 鉄腕バーディー DECODE（作画監督）
- 乃木坂春香の秘密（原画）
- テレパシー少女 蘭（原画）
- かんなぎ（作画監督・OP原画）
- ロザリオとバンパイア CAPU2（原画）

2009年
- 鋼の錬金術師 FULLMETAL ALCHEMIST（作画監督）
- 宙のまにまに（OP原画）

2010年
- ソ・ラ・ノ・ヲ・ト（作画監督）
- ジュエルペット てぃんくる☆（2010年 - 2011年、原画・作画監督・OP原画）
- 薄桜鬼（OP原画・総作画監督）
- WORKING!!（2010年）作画監督
- おおきく振りかぶって 〜夏の大会編〜（作画監督）
- 薄桜鬼 碧血録（総作画監督・作画監督）
- 探偵オペラ ミルキィホームズ（キーアニメーター・作画監督補佐・ED原画）

2011年
- 世界一初恋（OP原画）
- ジュエルペット サンシャイン（2011年 - 2012年、作画監督・OP原画）
- ロウきゅーぶ!（OP原画）
- うたの☆プリンスさまっ♪ マジLOVE1000%（OP原画）
- 猫神やおよろず（ED原画）
- 探偵オペラ ミルキィホームズ サマー・スペシャル（ED原画）
- 世界一初恋2（OPED原画）
- UN-GO（OP原画）
- WORKING'!!（作画監督）

2012年
- ゼロの使い魔F（プロップデザイン）
- 探偵オペラ ミルキィホームズ 第2幕（作画監督・ED原画）
- 男子高校生の日常（作画監督・原画・OP原画）
- さんかれあ（OP原画）
- ジュエルペット きら☆デコッ!（2012年 - 2013年、作画監督・原画・OPED作画監督）
- あっちこっち（作画監督・作画監督協力）
- 緋色の欠片（原画）
- トータル・イクリプス（作画監督・作画監督協力）
- 貧乏神が!（作画監督・原画作監補）
- だから僕は、Hができない。（作画監督）
- 超速変形ジャイロゼッター（OP原画）
- ココロコネクト（作画監督）

2013年
- 閃乱カグラ（作画監督・OPED原画）
- キューティクル探偵因幡（原画）
- 問題児たちが異世界から来るそうですよ?（OP原画）
- 俺の彼女と幼なじみが修羅場すぎる（作画監督）
- ジュエルペット ハッピネス（作画監督・OPED作画監督）
- RDG レッドデータガール（作画監督）
- 俺の脳内選択肢が、学園ラブコメを全力で邪魔している（キーアニメーター）
- 凪のあすから（作画監督）

2014年
- 魔法科高校の劣等生（作画監督）
- デンキ街の本屋さん（作画監督・キーアニメーター）

2015年
- ユリ熊嵐（原画）
- プリパラ（OP原画）
- 美男高校地球防衛部LOVE!（総作画監督）
- SHIROBAKO（作画監督）
- 冴えない彼女の育てかた（作画監督）
- 境界のRINNE（作画監督）
- 干物妹!うまるちゃん（OP作画監督）
- 空戦魔導士候補生の教官（作画監督）
- 落第騎士の英雄譚（総作画監督・作画監督）

2016年
- Re:ゼロから始める異世界生活（作画監督）
- 斉木楠雄のΨ難（総作画監督・作画監督・OP原画）
- 私がモテてどうすんだ（作画監督）

2018年
- からかい上手の高木さん（作画監督）
- こみっくがーるず（作画監督）
- カードキャプターさくら クリアカード編（作画監督）
- プラネット・ウィズ（総作画監督）
- 叛逆性ミリオンアーサー（作画監督）

2019年
- デュエル・マスターズ!!（総作画監督）
- RobiHachi（OP原画）
- 俺を好きなのはお前だけかよ（作画監督）
- 魔入りました!入間くん（作画監督）
- からかい上手の高木さん2（作画監督）

2020年
- ダーウィンズゲーム（作画監督）
- プリンセスコネクト!Re:Dive（キャラクターデザイン・総作画監督）
- デュエル・マスターズ キング（2020年 - 2021年、キャラクターデザイン・総作画監督）
- デカダンス（作画監督）
- いわかける! - Sport Climbing Girls -（第2話ラストカット原画）

2021年
- WIXOSS DIVA(A)LIVE（作画監督）
- デュエル・マスターズ キング!（2021年 - 2022年、キャラクターデザイン）
- ゾンビランドサガ リベンジ（作画監督）

2022年
- 失格紋の最強賢者（総作画監督）
- プリンセスコネクト!Re:Dive Season 2（キャラクターデザイン・総作画監督）
- デュエル・マスターズ キングMAX（原画）
- からかい上手の高木さん3（作画監督）
- 陰の実力者になりたくて!（作画監督）
- 恋愛フロップス（総作画監督）

2023年
- 久保さんは僕を許さない（作画監督・総作画監督）
- 便利屋斎藤さん、異世界に行く（総作画監督）
- この素晴らしい世界に爆焔を!（総作画監督）
- セイバーとバーサーカーの日本列島くいだおれの旅（作画監督）

2023年
- 異修羅（総作画監督）

2024年
- 魔王の俺が奴隷エルフを嫁にしたんだが、どう愛でればいい?（作画監督）
- 異世界スーサイド・スクワッド（総作画監督）
- 甘神さんちの縁結び（2024年 - 2025年、総作画監督）

2025年
- この会社に好きな人がいます（OP原画）
- 空色ユーティリティ（作画監督）
- ＃コンパス2.0 戦闘摂理解析システム（作画監督・総作画監督）
- アポカリプスホテル（総作画監督）
- サイレント・ウィッチ 沈黙の魔女の隠しごと（総作画監督）

### 劇場アニメ
1991年
- 月光のピアス ユメミと銀のバラ騎士団（作監補）

1993年
- 3丁目のタマ おねがい!モモちゃんを捜して!!（原画）

2012年
- 映画ジュエルペット スウィーツダンスプリンセス（作画監督）
- おねがいマイメロディ 友&愛（作画監督）
- 青の祓魔師 ―劇場版―（原画）

2015年
- クレヨンしんちゃん オラの引越し物語 サボテン大襲撃（原画）

2017年
- クレヨンしんちゃん 襲来!!宇宙人シリリ（原画）
- 劇場版プリパラ み～んなでかがやけ!キラリン☆スターライブ!（ぷちゅう人デザイン）
- 劇場版 魔法科高校の劣等生 星を呼ぶ少女（作画監督）

2019年
- 映画 この素晴らしい世界に祝福を!紅伝説（作画監督）

2024年
- 劇場版 イナズマイレブン 新たなる英雄たちの序章（サブキャラクターデザイン・作画監督）

### OVA
1988年
- 機甲猟兵メロウリンク（1988年 - 1989年、原画）

1993年
- 今日から俺は!!（1993年 - 1997年、原画）

1994年
- ダーティペア FLASH（作画監督）

1996年
- マスターモスキートン（原画）

2002年
- うさぎちゃんでCue!!（原画）
- ふたりエッチ（2002年 - 2003年、キャラクターデザイン・作画監督）

2005年
- スクールランブル一学期補習（作画監督）

2008年
- やわらか三国志 突き刺せ!! 呂布子ちゃん（作画監督）

2011年
- 薄桜鬼 雪華録（総作画監督・OP原画）
- Baby Princess 3Dぱらだいす0（ラブ）（作画監督補佐）

## リンク集
ラ・へなちょこ (webarchiveから)